# Oncala
Oncala est une municipalité située dans la province de Soria, Castille-et-León, en Espagne.
Selon le recensement de 2004 (INE), la municipalité a une population de 105 habitants. 